# Mogoditshane Fighters
Mogoditshane Fighters is een Botswaanse voetbalclub uit de stad Mogoditshane. De club werd opgericht in 1925.

## Erelijst
Landskampioen
1999, 2000, 2001, 2003
Beker van Botswana
Winnaar: 1999, 2000, 2003
Finalist: 2004
Botswana Independence Cup
2000
Botswana Defence Force XI · 
Botswana Meat Commission · 
ECCO City Greens · 
Extension Gunners · 
FC Satmos · 
Gaborone United · 
Miscellaneous · 
Mochudi Centre Chiefs · 
Mogoditshane Fighters · 
Motlakase Power Dynamos · 
Nico United · 
Notwane FC · 
Police XI · 
TAFIC · 
Township Rollers · 
Uniao Flamengo Santos